# ガワール油田
ガワール油田（ガワールゆでん、アラビア語: حقل الغوار Haql al-Ghawār、英語: Ghawar Field）は、サウジアラビアにある世界最大の埋蔵量を誇る油田。南北280km弱、東西50km弱という広大な面積に広がる。1948年に初めて発見されて以降次々と周囲で原油の存在が確認されたが、当初はあまりの巨大さから別々の油田と思われていた。1951年に生産開始して以来、日量平均約500万バレルの原油を産出し、その累計は550億バレルに達する。その生産量はサウジアラビアの総生産量のおよそ60%前後を占めてきた。推定の可採埋蔵量は800億バレル前後とする資料が多いが、サウジアラビアでは究極的には1200億バレル程度の生産が可能としているようだ。
生産量、埋蔵量ともに世界の既発見油田の中で飛びぬけて多く、生産量でいえば二位の油田の二倍以上であり、一国全体としても日量500万バレル以上生産している国はロシア、アメリカぐらいである。埋蔵量では二位のクウェートのブルガン油田（湾岸戦争時にイラクによって火をつけられた油田）は600億バレル以上の埋蔵量を持つものの、三位以下の油田はガワールの半分の埋蔵量もない。有名な北海油田でさえ、全部合わせてもガワール油田の半分の埋蔵量も持たない。
その世界原油市場における重要性は強調し過ぎてもし過ぎることはないが、最近では、原油の自噴圧力維持のために数百万バレル/日の海水が圧入されており、原油への水分混入比率に上昇傾向がある。そのため「この巨大油田にしても避けられない老齢化、枯渇による生産減退が始まりつつある兆候だ」とする意見があるため、今後の原油市場において恒常的な供給不足の懸念が付随している。ただしこれらはOPECなどの産油データの一解釈であり、「市場に大きな影響を与える枯渇はまだ先だ」と考える意見の方が当のサウジアラビア含め、多勢である。